# Suarius storeyi
Suarius storeyi is een insect uit de familie van de gaasvliegen (Chrysopidae), die tot de orde netvleugeligen (Neuroptera) behoort. 
Suarius storeyi is voor het eerst wetenschappelijk beschreven door Navás in 1926.